# Legislatura Nacional de Sudán
La Legislatura Nacional (en árabe: المجلس التشريعي السوداني, Al-Maǧlis al-Ttašriyʿiy) fue el poder legilativo de la República de Sudán.
Antes del golpe de Estado de 2019 la Legislatura Nacional estaba compuesta por dos cámaras:
- El Consejo de Estados (المجلس الولايات السوداني, Al-Maǧlis al-Wilāyāt) de 50 miembros elegidos indirectamente por las legislaturas estatales.
- La Asamblea Nacional (المجلس الوطني السوداني, Al-Maǧlis al-Waṭaniy) de 450 miembros elegidos directamente.

La Legislatura Nacional se disolvió el 11 de abril de 2019 tras el derrocamiento del presidente Omar al-Bashir y su Partido del Congreso Nacional en un golpe militar.
Como parte de la transición sudanesa a la democracia en 2019, se preveía la formación de un Consejo Legislativo de Transición que funcionaría como la asamblea legislativa de Sudán hasta las elecciones inicialmente programadas para 2022.
Las enmiendas a la constitución de transición realizadas en febrero de 2025 establecieron una "Autoridad Legislativa de Transición", compuesta por los miembros del Consejo de Soberanía de Transición y el Gabinete de Sudán, que actuaría como asamblea legislativa interina hasta que se estableciera formalmente un Consejo Legislativo de Transición.

## Edificio del parlamento
La sede de la Legislatura Nacional se encuentra en Omdurmán, justo al noroeste de Jartum, la capital del país. El edificio fue diseñado en estilo brutalista por el arquitecto rumano Cezar Lăzărescu y finalizado en 1978. Se ubica a orillas del Nilo Blanco, en la confluencia con el Nilo Azul, cerca del antiguo puente de Omdurmán.